# Parc régional de Véies
Le parc régional de Véies (Parco regionale di Veio), avec ses 14,984 hectares, est le quatrième plus grand parc du Latium et a été créé à la fin des années 1990 (loi régionale n. 29 de 1997). Le nom du parc est issu de « Véies », ville importante  de la civilisation étrusque qui se situait à cet endroit.

## Description
Le parc s'étend au nord de Rome entre Via Flaminia et Via Cassia et comprend l'Agro Veientano, dans une zone où les composantes naturalistes et historico-culturelles se fondent dans le paysage.
Dans le parc, il y a neuf municipalités : Campagnano di Roma, Castelnuovo di Porto, Formello, Magliano Romano, Mazzano Romano, Morlupo, Riano, Sacrofano et le XV° Municipio de la Commune de Rome; ce dernier, d'une superficie de 7 000 hectares, couvre presque la moitié de l'aire protégée.
Le parc est situé dans la partie nord de la capitale, à la limite de la Réserve naturelle de l'Insugherata. A l'ouest, elle est limitrophe avec le parc naturel régional du complexe lacustre Bracciano - Martignano et au nord avec le parc naturel régional Valle del Treja.
Cette ceinture verte autour de Rome a un effet modérateur sur le climat et assure une continuité de l'environnement naturel, pour protéger la biodiversité. Le parc de Véies, bien que dans le passé il ait subi des processus d'urbanisation, est encore intact dans son ensemble.

## Le site archéologique
En 1997, la région du Latium a créé le parc naturel régional de Véies (15 000 ha de territoire protégé), délimité à l'est et à l'ouest par les anciennes voies consulaires et caractérisé par des plateaux (altipiano) en tuf volcanique, par des canaux d'irrigation (canaux della Crescenza, della Valchetta, della Torraccia, qui se jettent dans le Tibre), et par des pentes recouvertes de bois touffus conservés encore aujourd'hui à l'état naturel, des éléments qui sont tous caractéristiques de la structure géomorphologique de l'Étrurie méridionale.

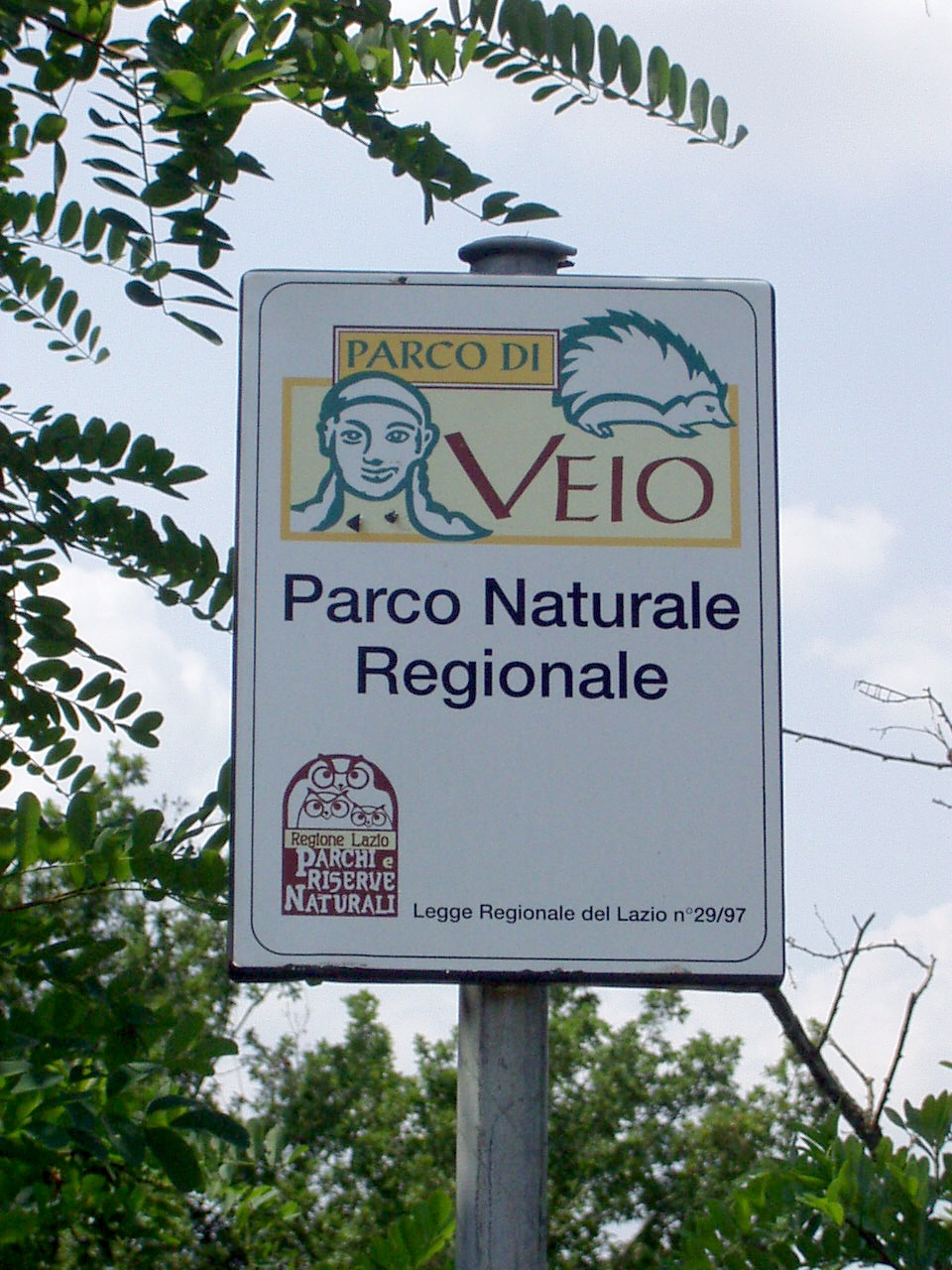
Panneau du parc naturel régional di veio cartello
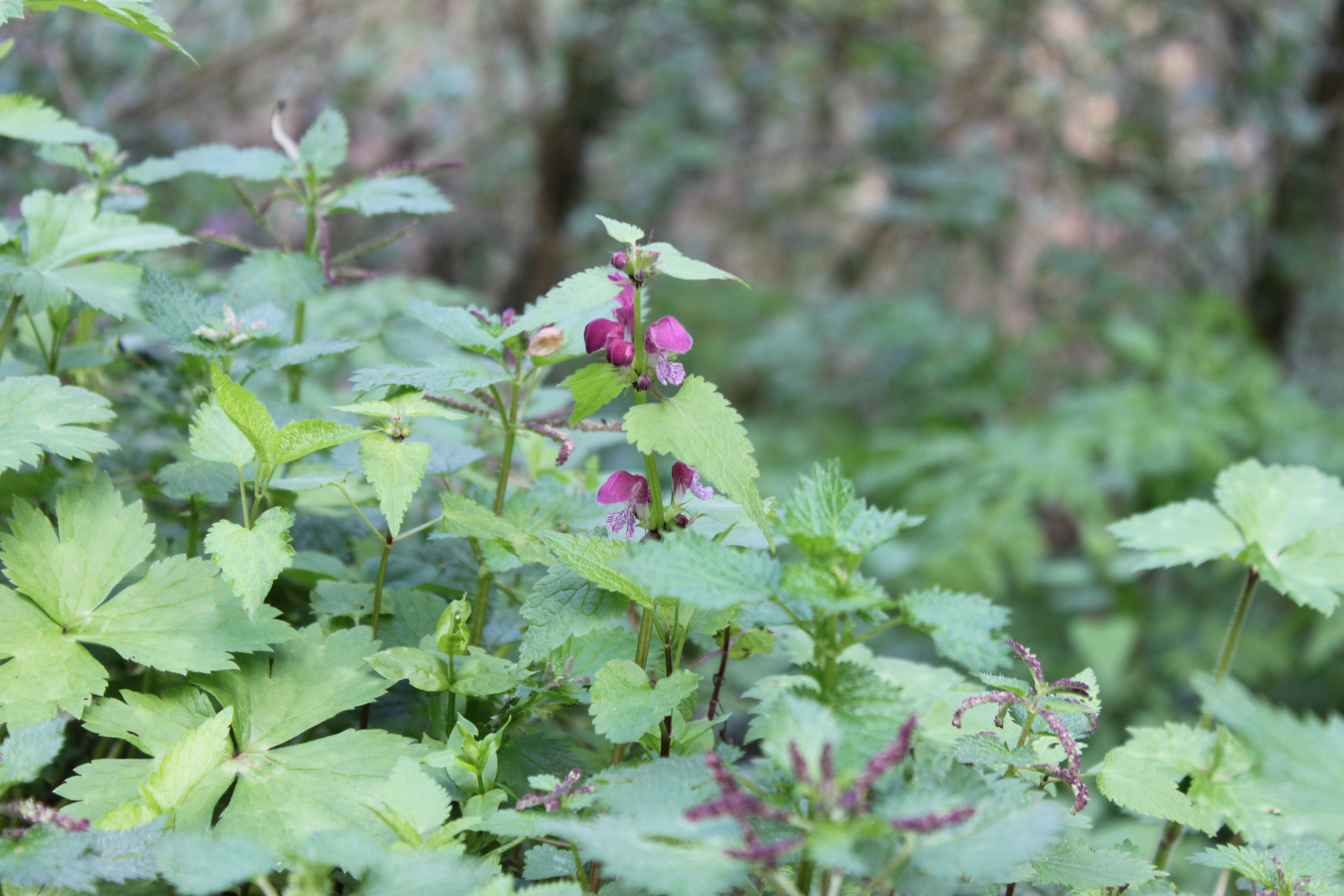
Flore du parc naturel régional de Véies
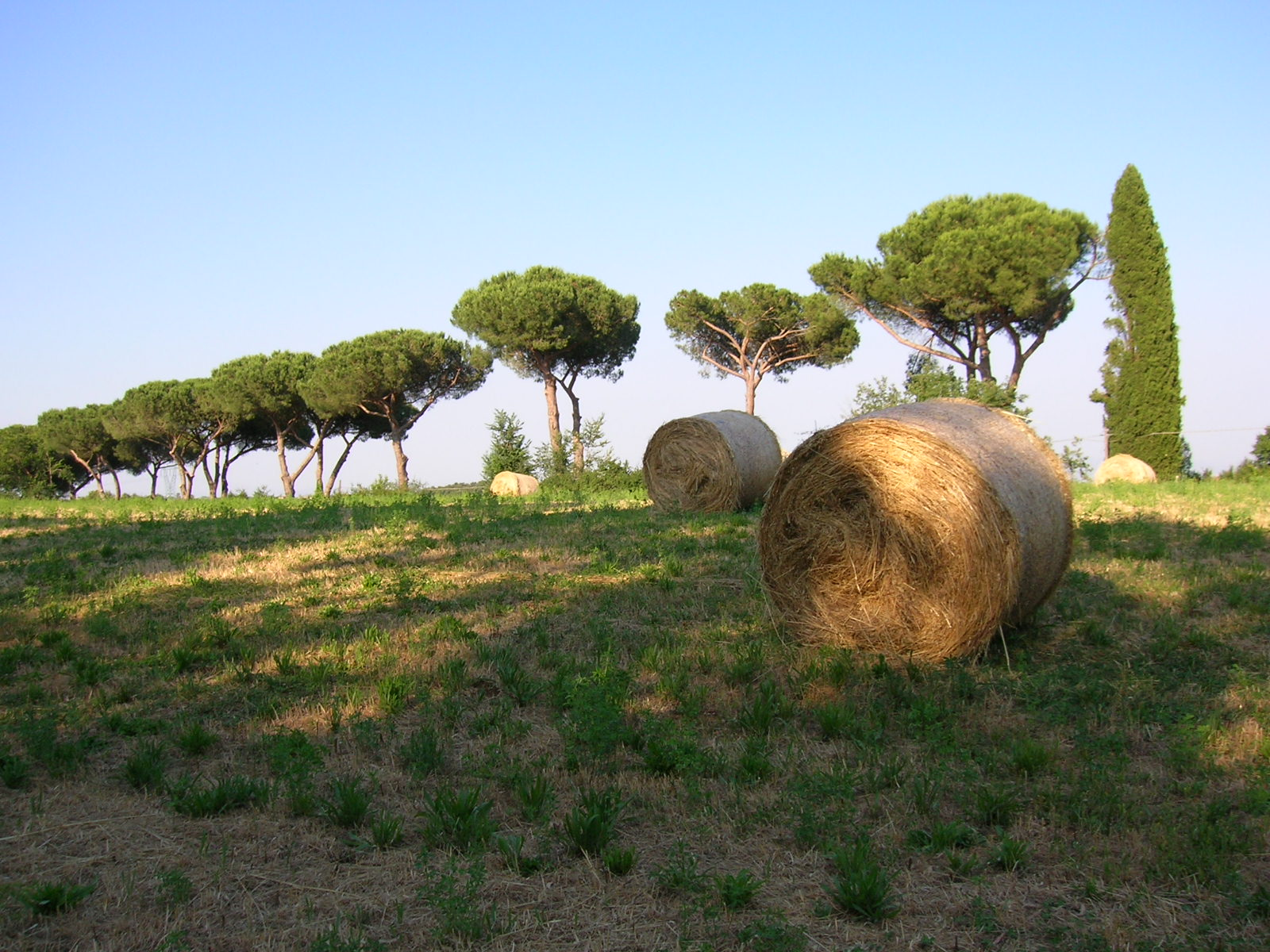
Champ dans le parc naturel régional de Véies